# Liste der Monuments historiques in Le Seure
Die Liste der Monuments historiques in Le Seure führt die Monuments historiques in der französischen Gemeinde Le Seure auf.

## Liste der Bauwerke
| Bezeichnung                       | Beschreibung              | Standort | Kennzeichnung | Schutzstatus | Datum | Bild           |
| --------------------------------- | ------------------------- | -------- | ------------- | ------------ | ----- | -------------- |
| Kirche Notre-Dame-de-l’Assomption | Erbaut im 12. Jahrhundert | (Lage)   | PA00105271    | Classé       | 1910  | weitere Bilder |

## Liste der Objekte
| Bezeichnung | Beschreibung          | Standort                                        | Kennzeichnung | Schutzstatus | Datum | Bild |
| ----------- | --------------------- | ----------------------------------------------- | ------------- | ------------ | ----- | ---- |
| Glocke      | Bronze, 1623 gegossen | in der Kirche Notre-Dame-de-l’Assomption (Lage) | PM17000524    | Classé       | 1932  |      |